# Endocomia
Endocomia é um género botânico pertencente à família Myristicaceae. Contém 4 espécies.